# Ummidia rongodwini
Espèce
Ummidia rongodwini est une espèce d'araignées mygalomorphes de la famille des Halonoproctidae.

## Distribution
Cette espèce est endémique des États-Unis. Elle se rencontre en Alabama, au Mississippi, en Louisiane, en Floride, en Géorgie, en Caroline du Nord et en Virginie.

## Description
La carapace du mâle holotype mesure 7,91 mm de long sur 7,68 mm et la carapace de la femelle paratype mesure 8,93 mm de long sur 9,32 mm.

## Étymologie
Cette espèce est nommée en l'honneur de Ron Godwin.

## Publication originale
- Godwin & Bond, 2021 : « Taxonomic revision of the New World members of the trapdoor spider genus Ummidia Thorell (Araneae, Mygalomorphae, Halonoproctidae). » ZooKeys, no 1027, p. 1-65 (texte intégral).